# Common (telefilme)
Common é um telefilme britânico de 2014 produzido pela LA Productions e dirigido por David Blair. Estrelando Nico Mirallegro, Daniel Mays e Jodhi May nos papéis principais.

## Sinopse
Johnjo O'Shea é um jovem de 17 anos acusado como cúmplice de um assassinato premeditado depois de dar uma carona para alguns amigos.

## Elenco
- Nico Mirallegro ... Johnjo O’Shea
- Philip Hill-Pearson ... Tony
- Ben Smith ... Patrick
- Jodhi May ... Coleen O'Shea
- Andrew Tiernan ... Pete O'Shea
- Finn Atkins ... Karen O'Shea
- Andrew Ellis ... Kieran Gillespie
- Jack McMullen ... Colin McCabe
- Susan Lynch ... Margaret Ward
- Daniel Mays ... Tommy Ward
- Robert Pugh ... DI Hastings
- Michelle Fairley ... Shelagh
- Dean Smith ... Hugo Davies
- Michael Gambon ... o juiz